# Tombes impériales des dynasties Ming et Qing
« Tombes impériales des dynasties Ming et Qing » est la désignation sous laquelle l'UNESCO a mis plusieurs complexes de tombes impériales sur la liste du patrimoine mondial en 2000, 2003, et 2004.

## Tombeaux des Ming
La dynastie Ming a régné sur la Chine de 1368 à 1644. Sur les seize empereurs de la dynastie, treize sont enterrés dans une nécropole à cinquante kilomètres au nord-ouest de Pékin et à dix kilomètres au nord de Changping. L'initiateur du projet fut le troisième empereur Ming, Yongle, qui à partir de 1407 recherchait un site près de Pékin, sa nouvelle capitale. 
Le premier empereur Ming, Hongwu, fondateur de la dynastie, est enterré au Tombeau Xiaoling à Nankin qui était sa capitale de l'époque.

## Tombeaux des Qing
La dynastie Qing a régné sur la Chine de 1644 à 1912. Il existe deux nécropoles situées à l'est de Pékin. Dans chacune d'elles se trouvent les sépultures de cinq empereurs Qing.

## Tableau récapitulatif des différents tombeaux des Ming et Qing
| N° identifiant | Tombe                      | Province | Localité        | Coordonnées (dms.s)  | Superficie (m²) | Zone tampon (m²) | Année inscrit |
| -------------- | -------------------------- | -------- | --------------- | -------------------- | --------------- | ---------------- | ------------- |
| 1004-001       | Tombe Xianling (zh)        | Hubei    | Zhongxiang      | N31 01 E112 39       | 876 000         | 2 264 000        | 2000          |
| 1004-002       | Tombeaux Est des Qing      | Hebei    | Zunhua          | N41 11 E117 38       | 2 240 000       | 78 000 000       | 2000          |
| 1004-003       | Tombeaux Ouest des Qing    | Hebei    | Yixian, Baoding | N39 20 E115 13       | 18 420 000      | 47 580 000       | 2000          |
| 1004-004       | Tombeaux des Ming          | Pékin    | Changping       | N40 16 10 E116 14 40 | 8 230 000       | 81 000 000       | 2003          |
| 1004-005       | Tombeau Xiaoling           | Jiangsu  | Nankin          | N32 03 30 E118 51 07 | 1 160 000       | 1 800 000        | 2003          |
| 1004-006       | Tombe de Chang Yuchun (en) | Jiangsu  | Nankin          | N32 03 44 E118 49 54 | 9 800           |                  | 2003          |
| 1004-007       | Tombe de Qiu Cheng         | Jiangsu  | Nankin          | N32 03 51 E118 49 59 | 5 500           |                  | 2003          |
| 1004-008       | Tombe de Wu Liang          | Jiangsu  | Nankin          | N32 04 00 E118 49 51 | 4 000           | 1 800 000        | 2003          |
| 1004-009       | Tombe de Wu Zhen           | Jiangsu  | Nankin          | N32 04 05 E118 49 57 | 3 500           |                  | 2003          |
| 1004-010       | Tombe de Xu Da             | Jiangsu  | Nankin          | N32 04 30 E118 50 06 | 8 500           |                  | 2003          |
| 1004-011       | Tombe de Li Wenzhong       | Jiangsu  | Nankin          | N32 04 47 E118 50 23 | 8 700           |                  | 2003          |
| 1004-012       | Tombe Yongling (zh)        | Liaoning | Fushun          |                      | 2 365 900       | 13 439 400       | 2004          |
| 1004-013       | Tombe Fuling               | Liaoning | Shenyang        |                      | 538 600         | 7 023 600        | 2004          |
| 1004-014       | Tombe Zhaoling             | Liaoning | Shenyang        |                      | 478 900         | 3 187 400        | 2004          |
| Total          |                            |          |                 |                      | 34 379 400      | 234 294 400      |               |